# Jempol (district)
Jempol is een district in de Maleisische deelstaat Negeri Sembilan.
Het district telt 117.000 inwoners op een oppervlakte van 1400 km².